# دانا، معره النعمان
دانا (به عربی: الدانا) یک روستا در سوریه است که در ناحیه مرکزی معره‌النعمان واقع شده‌است. دانا ۲٬۶۰۷ نفر جمعیت دارد.